# IC 2912
IC 2912 је спирална галаксија у сазвјежђу Лав која се налази на листи објеката дубоког неба у Индекс каталогу.
Деклинација објекта је + 11° 42' 37" а ректасцензија 11h 32m 7,0s. Привидна величина (магнитуда) објекта IC 2912 износи 15,2 а фотографска магнитуда 16,0.